# 김인혁
김인혁(1995년 7월 14일~2022년 2월 4일)은 대한민국의 배구 선수였다.

## 대학 시절
대학교 저학년 시절부터 약체팀이였던 경남과학기술대학교의 주전 레프트이자 에이스로 활약을 하였다. 각 연령별 대표팀에도 뽑히며 주전 선수로 활약하였다.

## 수원 한국전력 빅스톰시절
2017-2018시즌 신인 드래프트에 참가하여 2라운드 3순위 전체 10순위로 수원 한국전력 빅스톰에 지명되었다. 처음에는 백업으로 시작하였지만, 주전 수비형 레프트인 서재덕이 부상으로 전력에서 이탈하고 빈 자리를 매꾸기 위해 공재학을 투입하였지만 불안한 모습을 노출하자 김인혁을 기용하기 시작하였다. 에이스 역할은 아니지만 팀에서 소금과 같은 존재로 팀의 살림꾼 역할은 톡톡히 하고 있다. 하지만 그 이후 부상을 당하면서 전력에서 이탈하였다. 2018년 1월말에 부상에서 복귀하였다.

## 사망
2022년 2월 4일 수원시에 있는 자택에서 숨진 채 발견되었다. 악플에 시달리는 자신의 심경을 인스타그램에 공개하기도 했고 자택에서는 유서로 추정되는 메모가 발견되었다.

## 학력
- 화정초등학교
- 진주동명중학교
- 진주동명고등학교
- 경남과학기술대학교

## 같이 보기
- 설리
- 잼미
- 사이버 폭력